# 建築条件付土地取引
建築条件付土地取引(けんちくじょうけんつきとちとりひき)とは、所有する土地を販売するに当たり、土地購入者との間において、指定する建設業者との間に、土地に建築する建物について一定期間内に建築請負契約が成立することを条件として売買される土地の建築請負契約の相手方となる者を制限しない場合を含む取引である。

## 建築条件付土地取引
建築条件付土地取引（建築条件付土地売買・販売）は、建売住宅と混同されることが多いがその名のとおり土地取引であり、建物販売である建売住宅とはまったく違う。
建築条件付土地（以下条件付きと表記）は、土地契約に建築契約をセットで取引するものである。
それに対して、建売住宅はマンション販売もその一例であるが建物を販売するものであり土地は建物に付随するものとして一体のものと扱われる。
建売は既にあるか建築中である建物を販売するのであり、当然ながら間取りなどの設計を変更することはできない。
建築条件付土地は、最初に交わされるのは土地契約であり建築契約はその後に、契約に必要な設計図書を作成し、その内容の見積書も添付され、「その建物をこの金額で建てます」という契約をするものである。
したがって、建物はおろか建築確認申請すら出ていることはないはずである。
しかしながら、これが土地契約であるならば、買主である消費者がその土地をどのように利用しようと、あるいはどのような設計・建築業者を選ぼうと、それは土地所有者の自由であるはず。
それを阻害するような抱き合わせ販売行為は、独占禁止法に触れる行為になる。
このような独占禁止法から逃れる為に、条件付には自主規制として3つの要件をつけることを業界ルールとしている。

## 業界ルール３原則
1. ３ヶ月程度で建築契約を結ぶことを条件とする。
2. 建築請負契約が締結できなかった場合、土地に対する手数料も含め一切の預り金を返還する。（停止条件）
3. 建築を請け負う業者は土地の売主（その子会社を含む）又はその代理人でなくてはいけない。

宅地建物取引業法には土地取引と建物取引の規定しかなく、これらは民法の規定による条件契約を流用したものである。それは建築契約を成就条件として土地契約を結ぶという「1編5章第5節　条件及び期限」の項目による契約形態である。つまり、建築契約が成された時に土地契約も正式に発効されるとりきめである。

したがって、建築契約が成就しなかった場合は土地契約そのものがなかった事になるので、なかったものに対する手数料はいかなる名目のものも返還されることになる。

また、建築を請け負うものが土地の売主でなくまったく関係のない業者に建築をさせるのは、紹介手数料（リベート）目当てのセット契約となるのが明らかで商道徳上も望ましくないことから３番目の項目がある。

しかしながら、建築契約は消費者の意思のみに依るべきものであり、その場合は債務者（この場合は消費者）の意思のみによる条件（随意条件）となり民法上は成立しない契約となる。その為に期限をつけているとも言えるが、以下の事を考えると条件に別の売買契約を設定することは法的になじまないと言える。
民法の停止条件とは、成就条件として「本人の意思のみによらないある法的効果が予定」されている、 ということである。

　　例　「大学に合格したら」腕時計を買ってあげる。

ある売買契約の停止条件に別の売買契約をもってくるということは、本人の意思のみによる契約が予定されており、それをしなければもとの契約を成立させない、ということになる。ひらたく言えば、この商品を買う契約をしなければその商品は売らない、ということになり、独占禁止法の抱き合わせ販売にあたる。 
結局、根本のところで「建築契約を結ばなければ土地を買う事ができない」という抱き合わせ行為は変わっていないという点において、これをもって独占禁止法を免れるとする見解には大きな疑問が残る。

## 条件付土地取引で発生しがちな問題
- 同時契約：　土地契約と同時に建物契約を迫る行為。これにより停止条件が使えなくなってしまう。また、充分なプラン打ち合わせをする事なく曖昧な内容での建築契約を結ばせるものであり、消費者に不利益を強要する悪質な販売方法である。ちなみに建築プランや価格がすでに決まっている、もしくはほとんど決まっているものから選択させられる等も問題行為である。

- 違法な仲介手数料：　建築条件付土地取引は土地取引であって、建築費（建物価格）を合算して仲介手数料を請求することは違法である。

- 一括下請：　売主である業者が、住宅を建てられる建設業（特定もしくは一般建設業のどちらか / 扱える建築費が変わる）としての認可がなかったり建設の能力がない場合、他の業者に丸投げをする事が行なわれる。これは建設業法の一括下請けの禁止という法律に触れる行為になる。

- リベート：　仲介業者が条件付を企画する場合、介在する業者同士でやりとりするリベートを軸として土地の売主、建築業者、仲介業者、時にはハウスメーカーが繋がっていく構図が生まれる。そしてそれらのリベートは当然消費者が負担していることになる。

- 短期譲渡税逃れ： 「3ヶ月程度」という文言は実は土地の短期譲渡の税率を回避する手段になっている。土地ころがしを防止する為、土地の短期譲渡には高い税率が適用されるが、3ヶ月程度で建築契約が成される場合には特別措置としてそれが回避できる。これはきちんとした建築が前提の計画に対する措置であるが、税金逃れの方法としてこの取引が使われる場合がある。

- 欠陥問題：　設計・監理・現場管理、時には施工主体などの責任の所在が保証も含め曖昧な事が多く、特に利ざやを抜いたあとの建築費を下請けに丸投げするような悪質な場合はきちんとした建築が行なわれるとは考えにくい。建築士がイニシアティブをとった設計・監理が不在な建築が欠陥問題の大きな要因だが、条件付もその一つである。

## 現在の状況
2003年に不動産公正取引協議会（公的な機関ではなく業界の自主規制団体）は業界ルールの3原則に関して新たな方針を表明した。その内容は以下である。
1. 3ヶ月程度ではなく期限は設けない。
2. 停止条件でも解除条件でもどちらでもよい。（解除条件は土地の契約自体はあったことになり、解約手数料等を請求しても良い）
3. 建築を請け負う業者に制限は設けない。

宅地建物取引業法には業務内容に条件付の規定はなく、条件付が土地取引なのか建物取引なのかこれまでは広告の取り扱いに曖昧な姿勢をとってきた。建物販売であれば宅地建物取引業法33条に違反し、土地販売であれば私的独占の禁止及び公正取引の確保に関する法律（独占禁止法）に違反する内容を、3ヶ月程度という曖昧な文言と売主が建築業者でなければならぬという縛りで、限りなく建売の体裁をとる形で濁してきたが、上記の要件を緩める事で土地販売に姿勢をシフトしてきている。

2は条件付を独占禁止法違反から回避する為の自己規制であった停止条件を、それでもクリアする要件であるかどうかは疑問であったにもかかわらず、単に民法の規定に解除条件もあるのでそれも適用できるとし手数料を取れるようにする、という根本の意味からはずれた業界に都合の良い方針になっている。

結果として、手数料をとることにより消費者に建築契約を強要する事にもなる。

3は成就条件が他業者との契約になるという妙な契約になり、あきらかにリベートが介在する構造になる。建築契約が売り主で実際の建築が他業者だと、一括下請けが前提の契約になる。

いずれにしても、3原則があるから独占禁止法違反にはあたらないとしていた見解から逸脱する方向であり、消費者には不利な条件である。条件付は正規に決められた仲介手数料以上の利益を得る為の方策になっている。

土地はそれぞれが固有のものであり、工業製品のように同じものが他で手に入ることはなく、土地がなくては建築はできない。条件付は土地を先におさえて建築契約を迫る手法であり、優良な建築を提供しようとする建築業者の公正な競争による参入と消費者の自由な選択を妨げ、不動産市場の健全な発展と流通に対する阻害要因になっているとも考えられる。

## 関連法
民法
第127条（条件が成就した場合の効果）
1. 停止条件付法律行為は、停止条件が成就した時からその効力を生ずる。
2. 解除条件付法律行為は、解除条件が成就した時からその効力を失う。

第132条（不法条件）
不法な条件を付した法律行為は、無効とする。不法な行為をしないことを条件とするものも、同様とする。

第134条（随意条件）
停止条件付法律行為は、その条件が単に債務者の意思のみに係るときは、無効とする。
私的独占の禁止及び公正取引の確保に関する法律（独占禁止法）
抱き合わせ販売等
10　相手方に対し、不当に、商品又は役務の供給に併せて他の商品又は役務を自己又は自己の

　　指定する事業者から購入させ、その他自己又は自己の指定する事業者と取引するように強制すること。
優越的地位の濫用
14　自己の取引上の地位が相手方に優越していることを利用して、正常な商慣習に照らして不当に、

　　次の各号のいずれかに掲げる行為をすること。
三　相手方に不利益となるように取引条件を設定し、又は変更すること。
宅地建物取引業法
第33条（広告の開始時期の制限）
宅地建物取引業者は、宅地の造成又は建物の建築に関する工事の完了前においては、当該工事に関し必要とされる都市計画法第29条第1項又は第2項の許可、建築基準法（昭和25年法律第201号）第6条第1項の確認その他法令に基づく許可等の処分で政令で定めるものがあつた後でなければ、当該工事に係る宅地又は建物の売買その他の業務に関する広告をしてはならない。
（注）建築基準法6条1項　→　建築確認申請のこと
建設業法
第22条（一括下請負の禁止）
1. 建設業者は、その請け負つた建設工事を、如何なる方法をもつてするを問わず、一括して他人に請け負わせてはならない。
2. 建設業を営む者は、建設業者から当該建設業者の請け負つた建設工事を一括して請け負つてはならない